# Julie Wood
Julie Wood ist eine zwischen 1976 und 1980 erschienene frankobelgische Comicserie von Jean Graton. 2025 erschien nach langer Pause ein neues Album vom Künstler Claudio Stassi, der bereits einige Kurzgeschichten im Michel-Vaillant-Universum gezeichnet hat.

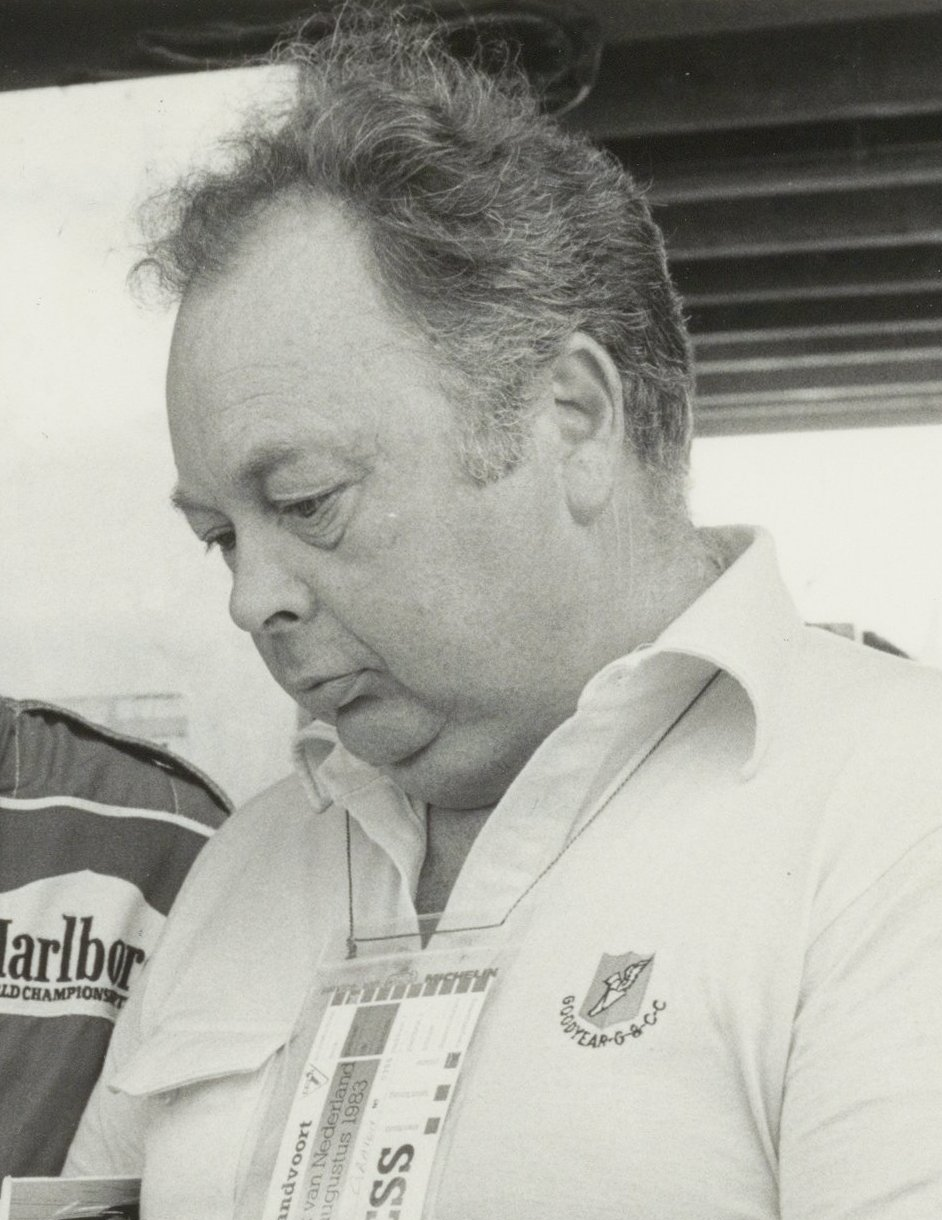
Der Schöpfer der Serie, Jean Graton (1983)

## Handlung
Julie Wood wächst im Amerika der 1970er Jahre auf. Ihre Leidenschaft, das Motorradfahren im Gelände, kann sie hervorragend in den Weiten der Kalifornischen Wüste ausleben. Dabei lässt Julie ihre männlichen Freunde oft genug alt aussehen. In der Folge bricht Julie aus diesem Milieu aus und beginnt an Motorradrennen teilzunehmen. Zunächst in kleinerem Rahmen, später fährt sie auch die berühmte "Baja 1000" in Mexiko, ein Motocross-Rennen mit Hunderten von Teilnehmern, und schlägt sich dort sehr achtbar. Während die ersten sieben Alben ausschließlich in Amerika spielen, führt ein Wettkampf Julie im achten Band auch nach Europa.

## Hintergrund
Jean Graton schrieb und zeichnete den Rennfahrercomic. Sein Studio führte die Hintergrundzeichnungen aus. Die Serie erschien zunächst bei Dargaud in Albenform und 1979 in Super As. Der Vorabdruck im deutschsprachigen Raum begann 1977 im alten Zack. Koralle gab fünf Alben heraus.
Im Film Michel Vaillant wurde Julie Wood von Diane Kruger gespielt.

## Stil
Wie auch in den Bänden mit den Abenteuern von Michel Vaillant, bemüht sich Jean Graton in der Julie-Wood-Reihe um eine realistische Szenerie. Comichafte Überzeichnungen sind nicht zu finden. Besonders auf den technischen Aspekt legt der Autor großen Wert. So wird zum Beispiel im Band Nr. 8 das damals neue Elf-X Motorrad mit seiner Achsschenkellenkung in einer detailgetreuen Doppelillustration (mit abgenommener Verkleidung) und technischen Informationen außerhalb des Story panel template präsentiert. Auch der Circuit Paul Ricard, auf dem der Hauptteil der Geschichte stattfindet wird mit allen Basis-Informationen und einem Streckenplan realistisch dargestellt.

## Veröffentlichungen
| Nr.                                                                     | Originaltitel | deutscher Titel                                                 | deutscher Verlag              |
| ----------------------------------------------------------------------- | --- | --------------------------------------------------------------- | ----------------------------- |
| Alben, 1. Zyklus Szenario und Zeichnungen: Jean Graton                  | |                                                                 |                               |
| 1                                                                       | Une fille nommée Julie Wood (44 S., Dargaud 04/1976) | Ein Mädchen und ein Motorrad                                    | Koralle Band 1, 1978          |
| 2                                                                       | Défends-toi Julie (45 S., Dargaud 10/1976) | Wehr dich, Julie!                                               | Koralle Band 2, 1978          |
| 3                                                                       | 500 fous au départ... (44 S., Dargaud 01/1977) | Start der 500                                                   | ZACK-Magazin 1–5, 1978        |
| 4                                                                       | Pas de cadeau pour Julie (44 S., Dargaud 01/1978) | (noch nicht auf Deutsch erschienen)                             | -                             |
| 5                                                                       | Le motard maudit (44 S., Dargaud 01/1979) | Der Fremde / Jagd auf den Motorrad-Gangster / Falscher Verdacht | ZACK Parade 33/34/35, 1978/79 |
| 6                                                                       | Un ours, un singe... et un side-car (44 S., Fleurus 09/1979) | Affen, Bären, Sidecross                                         | Koralle Band 3, 1979          |
| 7                                                                       | Ouragan sur Daytona (46 S., Fleurus 04/1980) | Hurrikan über Daytona                                           | Koralle Band 4, 1979          |
| 8                                                                       | Bol d'or (46 S., Fleurus 07/1980) | Der Gold-Cup                                                    | Koralle Band 5, 1980          |
| Alben, 2. Zyklus Szenario: Philippe Pelaez, Zeichnungen: Claudio Stassi | |                                                                 |                               |
| 9                                                                       | Mortel Rodéo (46 S., Dupuis 02/2025) | Tödliches Rodeo                                                 | ZACK-Magazin 7–10, 2025       |
| Gesamtausgabe                                                           | |                                                                 |                               |
| 1                                                                       | L'Integrale 1 (180 S., Dupuis 07/2015) enthält Alben 1–3 und 26 Seiten zusätzliches Material                                                                                   | Gesamtausgabe 1                                                 | Mosaik (ZACK Edition) 03/2017 |
| 2                                                                       | L'Integrale 2 (180 S., Dupuis 01/2017) enthält Alben 4–6 und 25 Seiten zusätzliches Material                                                                                   | (noch nicht auf Deutsch erschienen)                             | -                             |
| 3                                                                       | L'Integrale 3 (172 S., Dupuis 01/2019) enthält Alben 7–8, die KG "Le Héros du Paul Ricard", 22 Seiten einer exklusiven unvollendeten Story und 25 Seiten zusätzliches Material | (noch nicht auf Deutsch erschienen)                             | -                             |
| sonstige Veröffentlichungen                                             | |                                                                 |                               |
| -                                                                       | Tiens pardi (Dargaud 1973) (keine Julie-Wood-Story) | Pech für Joel (2 Seiten Einleitung mit Julie Wood)              | ZACK Parade 29, 1978          |
| -                                                                       | Julie Wood au Paul Ricard (8 S., Koralle 1980) Werbealbum für die Rennstrecke Paul Ricard                                                                                      | (noch nicht auf Deutsch erschienen)                             | -                             |
| -                                                                       | Le Héros du Paul Ricard (Koralle 1981) Werbealbum für die Rennstrecke Paul Ricard                                                                                              | Der Held von Paul Ricard                                        | Die Sprechblase 237, 08/2017  |

## Gastauftritte in Michel Vaillant
Die eigenständige Serie Julie Wood endete nach acht Alben. Autor Jean Graton begründete diesen Schritt wie folgt:

„Für unser nächstes Album nahmen wir uns die Paris-Dakar vor, einen Wettbewerb an dem Autos und Motorräder teilnehmen. Das war zu diesem Zeitpunkt meiner Karriere gerade deswegen interessant, weil ich mich mit einem Dilemma konfrontiert sah: Ich war nicht mehr in der Lage, zwei Serien gleichzeitig zu schreiben, Michel Vaillant und Julie Wood, und entschied mich daher, die Serie "Julie Wood" einzustellen, Aber Julie war viel zu hübsch, um sie einfach verschwinden zu lassen. Sie schloss sich daher der Vaillant-Saga an. Und in "Paris-Dakar" nahm sie auf einem Motorrad teil!“

Zwischen 1982 und 1994 hatte Julie Wood daher einige Gastauftritte in Michel Vaillant. Sie erscheint das erste Mal in Band 41 (Paris-Dakar) und ist zunächst wie in ihrer eigenen Serie Motorradfahrerin. Später wird sie die Freundin ihres Landsmannes Steve Warson. Ab Band 44 (Steve & Julie) wechselt sie ins Cockpit eines Formel-Ford-Boliden und tritt bis 1994 (Band 57 – Eine Spur von Jade) immer wieder als Pilotin eines Vaillantes in Erscheinung.